# Оснат Лубрані
Оснат Лубрані — дипломат. Координаторка системи ООН в Україні, гуманітарна Координаторка (з 2018).

## Біографія

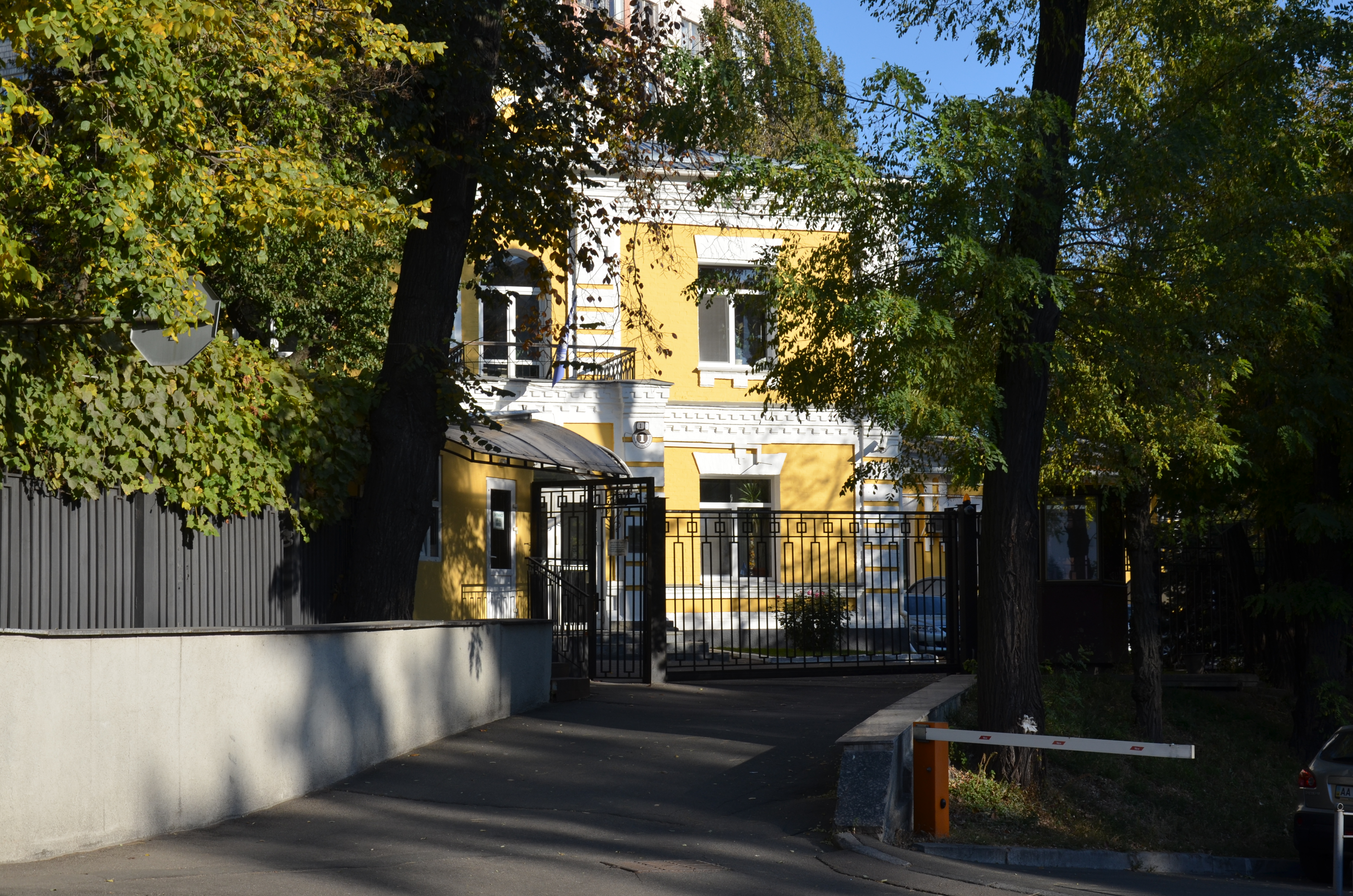
Представництво Програми розвитку Організації Об'єднаних Націй в Україні

Здобула ступінь магістра Колумбійського університету в Нью-Йорку за спеціальністю міжнародні відносини та ступінь магістра Нью-Йоркського університету за спеціальністю виробництво кінофільмів та телевізійних програм. Ступінь бакалавра в Єврейському університеті у Єрусалимі за спеціальністю антропологія та історія Африки. Має громадянство Сполучених Штатів Америки та Держави Ізраїль, володіє англійською та французькою мовами та івритом.
Працювала консультанткою з питань захисту прав людини та розвитку в Руанді та Демократичній Республіці Конго (тогочасний Заїр).
Регіональний директор відділу Центральної та Східної Європи та директор Бюро зв'язку в Жіночому фонді ООН (ЮНІФЕМ) у Брюсселі.
Займалась підтримкою Програми розвитку ООН у колишній Югославській Республіці Македонія в рамках Бюро ПРООН з попередження криз і відновлення.
2009—2013 — координаторка з питань розвитку Організації Об'єднаних Націй і Постійна представниця Програми Розвитку ООН у Косові, моніторинг діяльності Миротворчої місії ООН у Косові (МООНК).
2013—2018 — координаторка системи ООН і Постійна представниця Програми Розвитку ООН у Республіці Фіджі, виконуючи обов'язки в дев'яти інших малих острівних державах, що розвиваються (Федеративні Штати Мікронезії, Кірибаті, Маршаллові Острови, Науру, Палау, Соломонові Острови, Тонга, Тувалу та Вануату).